# Vladimir Aksyonov
Vladimir Aksyonov (Giblitsy, 1 de fevereiro de 1935 – 9 de abril de 2024) foi um cosmonauta e médico soviético. Foi um selecionado como cosmonauta em 1961. Se aposentou em 17 de outubro de 1988. Participou como engenheiro de voo e médico nas missões Soyuz 22 e Soyuz T-2. Foi formado em medicina na Universidade de Kiev, na Ucrânia, e foi cirurgião de 1957⁣ a ⁣1959. Selecionado para o grupo de médico da Roskosmos.

## Carreira de cosmonauta
Tendo sido admitido no corpo de cosmonautas como cosmonauta civil em 1973, ele inicialmente treinou para voos espaciais no 7K-S com Leonid Kizim, e ajudou a treinar um grupo de colegas engenheiros de voo civis. Em janeiro de 1976, ele começou a treinar com Valery Bykovsky para operar a câmera MKF-6, que foi feita na Alemanha Oriental. Em 15 de setembro de 1976, ele foi lançado ao espaço pela primeira vez, servindo como engenheiro de voo na Soyuz 22, com Valery Bykovsky no comando. Eles passaram uma semana em órbita, tirando fotografias de vários locais da Terra, incluindo partes da Alemanha Oriental e da União Soviética, bem como fotos da Lua, totalizando 2 400 fotografias, e retornaram à Terra em 23 de setembro. A tripulação teve alguma dificuldade em mudar os rolos de filme na câmera MKF-6, e seu feedback foi usado no design da versão posterior MKF-6M da câmera. O voo durou 7 dias, 21 horas e 52 minutos. Por seu trabalho no voo, ele recebeu o título de Herói da União Soviética em 28 de setembro.
Após seu voo na Soyuz 22, ele permaneceu com o programa de cosmonautas, e continuou a treinar com o grupo 7K-ST até 1978, e de 1978 a 1980 ele treinou para servir como engenheiro de voo na Soyuz T. Em 5 de junho de 1980, ele foi lançado ao espaço como engenheiro de voo na Soyuz T-2 com Yuri Malyshev no comando para visitar a estação espacial Salyut 6. Antes de acoplar à estação em 6 de junho, eles orientaram a cápsula Soyuz em direção ao sol para fazer um teste de novas células solares. Enquanto o acoplamento da Soyuz T-2 deveria ser feito automaticamente, devido a uma falha técnica, Malyshev teve que reverter para o controle manual, mas ele conseguiu realizar a aproximação e acoplamento com sucesso no modo manual. O voo foi um sucesso, e eles retornaram à Terra em 9 de junho, passando 3 dias 22 horas e 19 minutos no espaço. Por seu sucesso no voo da Soyuz T-2, ele recebeu o título de Herói da União Soviética novamente em 16 de junho. No total, ele passou 11 dias, 20 horas e 11 minutos no espaço.
De 1983 a 1992, foi vice-presidente do conselho do Fundo Soviético para a Paz [ru].

## Morte
Aksyonov morreu no dia 9 de abril de 2024, aos 89 anos.